# Cathédrale Saint-Vladimir de Sébastopol
Cette  cathédrale n’est pas la seule cathédrale Saint-Vladimir.
La cathédrale Saint-Vladimir est une collégiale orthodoxe construite à Sébastopol, en mémoire des combattants tombés au siège de Sébastopol (1854-1855). Elle est de style néobyzantin.

## Historique

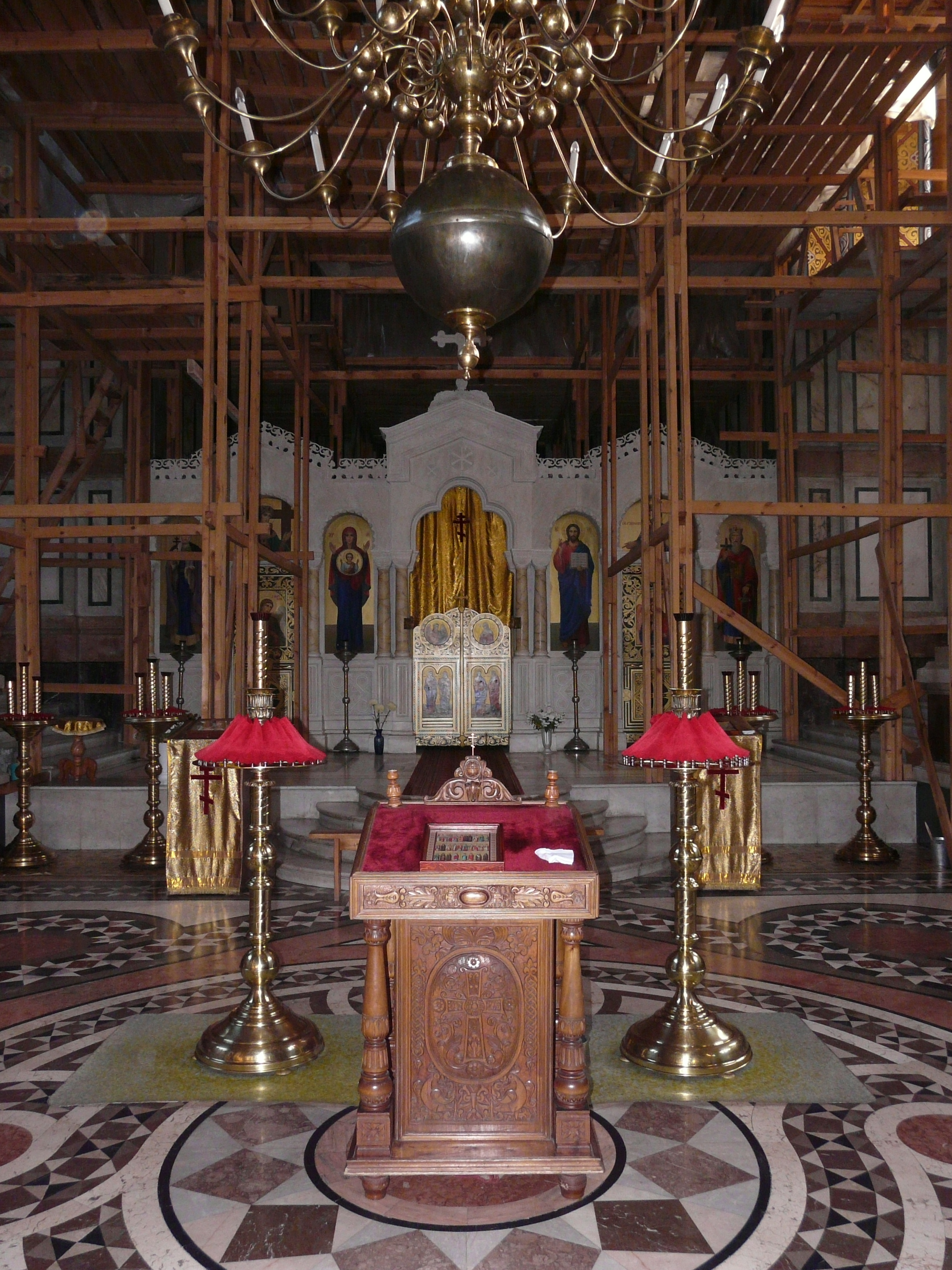
Travaux de restauration en 2008.

L'initiative de sa construction, entamée en 1848, revient à l'amiral Lazarev. Il décède en 1851 et il est décidé de l'enterrer dans la crypte de l'église en construction. Les amiraux Kornilov, Istomine et Nakhimov, tombés durant le siège, seront enterrés à ses côtés.
Les travaux reprennent en 1862 sous la direction d'Alexeï Avdeïev qui s'inspire de dessins de Constantin Thon. L'église inférieure est consacrée en 1881, l'église supérieure sept ans plus tard.
L'église mesure 32,5 mètres de hauteur, 29 mètres de longueur et 20 mètres de largeur. Les colonnes d'entrée sont en diorite. L'intérieur, pour lequel on a fait appel à des artisans italiens et tessinois, est décoré de marbre, avec des colonnes en marbre de Carrare. Les fresques sont l'œuvre du Suisse Rolf Iseli. Le nom des soldats morts pendant le siège est gravé dans le marbre.
L'église, fermée par les soviétique au début des années 1930, est transformée en atelier mécanique et est sérieusement endommagé lors de la Seconde Guerre mondiale

### Crypte des amiraux
La crypte (église basse) de la cathédrale rassemble les tombes des amiraux russes Mikhaïl Lazarev (1788-1851), Vladimir Kornilov (1806-1854), Vladimir Istomine (1810-1855), Pavel Nakhimov (1802-1855), Piotr Karpov (1822-1869), Ivan Chestakov (1820-1888), Pavel Perelechine (1821-1901), Sergueï Trytov (1839-1903), Grigori Tchoukhnine (1846-1906), Vladimir Schmidt (1827-1909), Ivan de Fabre (1827-1910), Ivan Dikov (1833-1914) et Mikhaïl Sabline (1869-1920).

## Sources
- (de) Cet article est partiellement ou en totalité issu de l’article de Wikipédia en allemand intitulé « Wladimirkathedrale (Sewastopol) » (voir la liste des auteurs).